# Limotettix onukii
Limotettix onukii är en insektsart som beskrevs av Matsumura 1902. Limotettix onukii ingår i släktet Limotettix och familjen dvärgstritar. Inga underarter finns listade i Catalogue of Life.